# Rose (Oklahoma)
Rose es un lugar designado por el censo ubicado en el condado de Mayes en el estado estadounidense de Oklahoma. En el Censo de 2010 tenía una población de 285 habitantes y una densidad poblacional de 19,61 personas por km².

## Geografía
Rose se encuentra ubicado en las coordenadas 36°12′44″N 95°2′18″O / 36.21222, -95.03833. Según la Oficina del Censo de los Estados Unidos, Rose tiene una superficie total de 23.39 km², de la cual 23.39 km² corresponden a tierra firme y (0%) 0 km² es agua.

## Demografía
Según el censo de 2010, había 285 personas residiendo en Rose. La densidad de población era de 19,61 hab./km². De los 285 habitantes, Rose estaba compuesto por el 58.95% blancos, el 0% eran afroamericanos, el 24.21% eran amerindios, el 4.91% eran asiáticos, el 0% eran isleños del Pacífico, el 0.35% eran de otras razas y el 11.58% pertenecían a dos o más razas. Del total de la población el 1.75% eran hispanos o latinos de cualquier raza.